# Pisó (escultor)
Pisó (en grec antic: Πίσων, llatí: Pison) fou un escultor de l'antiga Grècia.
Era nadiu de Calaurea, al territori de la Trezene, i va ser deixeble d'Amfió de Cnossos. Va fer una de les estàtues del gran grup que els atenencs van dedicar a Delfos en memòria de la batalla d'Egospòtamos. Segons Pausànias era l'estàtua del vident Abas que va predir la victòria de Lisandre. Va florir cap al final del segle V aC.